# This Is Now!!!
Albums de Craig G
Now, That's More Like It
(1991)
Singles
1. Say What Ya Want
Sortie : 2003
2. Make You Say Yes
Sortie : 2003
3. Let's Get Up
Sortie : 2003

This Is Now!!! est le troisième album studio de Craig G, sorti le 20 mai 2003.

## Liste des titres
| No  | Titre                                                                                   | Contient un (des) sample(s) de                 | Durée |
| --- | --------------------------------------------------------------------------------------- | ---------------------------------------------- | ----- |
| 1.  | Don't Care Who We Bang (Produit par Curt Cazal)                                         |                                                | 3:51  |
| 2.  | Wrong Chick (Produit par The Alchemist)                                                 |                                                | 3:19  |
| 3.  | Ready Set Begin (Produit par DJ Premier)                                                | How to Dance des Bingoboys featuring Princessa | 3:23  |
| 4.  | Place Ya Bets (featuring Dirt Diggla – Produit par Curt Cazal)                          |                                                | 4:09  |
| 5.  | Now That's What's Up (featuring Mr Cheeks – Produit par Nottz)                          |                                                | 3:54  |
| 6.  | Words from Warbucks (Produit par DJ Sage)                                               |                                                | 1:32  |
| 7.  | Stomped (Produit par Rockwilder)                                                        |                                                | 3:19  |
| 8.  | Let's Get Up (Produit par Marley Marl)                                                  | Blues and Pants de James Brown                 | 3:42  |
| 9.  | Damn This Day (Produit par DJ Sage)                                                     |                                                | 3:43  |
| 10. | Frostbit (featuring Will Pack – Produit par Will Pack)                                  |                                                | 1:07  |
| 11. | Love Is Love (featuring Large Professor – Produit par Large Professor)                  | Ironside de Quincy Jones                       | 4:17  |
| 12. | Dribble or Shoot (featuring Afu-Ra et The Human Orchestra – Produit par Kenny Muhammad) |                                                | 2:14  |
| 13. | Do It Over Again (Produit par Domingo)                                                  | If I Had a Chance de Walter Jackson            | 3:56  |
| 14. | Make You Say Yes (featuring Krumb Snatcha et Jabbar – Produit par Da Beatminerz)        |                                                | 4:54  |